# Scheepjeskerk

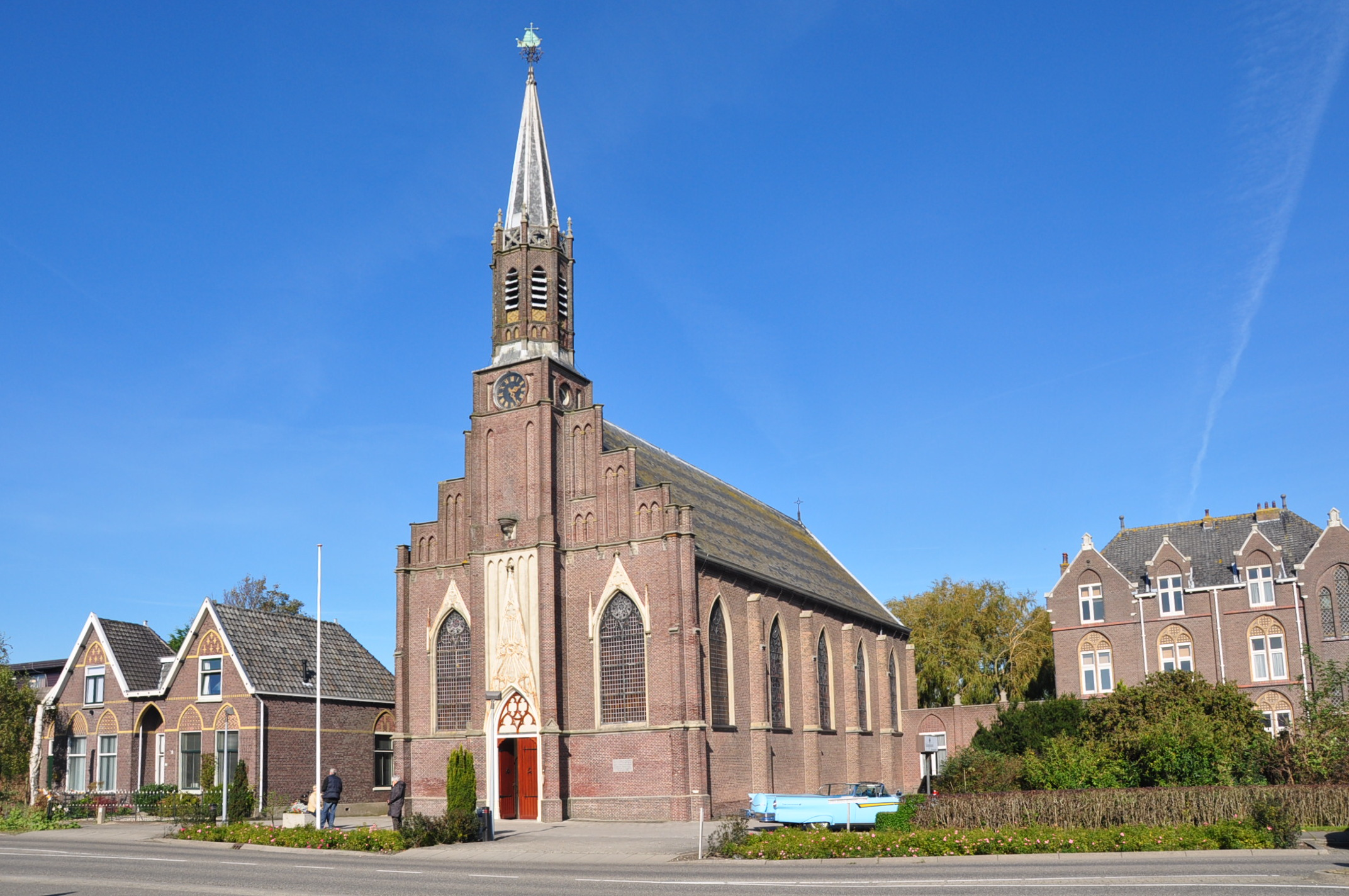
Scheepje op de Sint-Bernarduskerk te Hazerswoude-Rijndijk

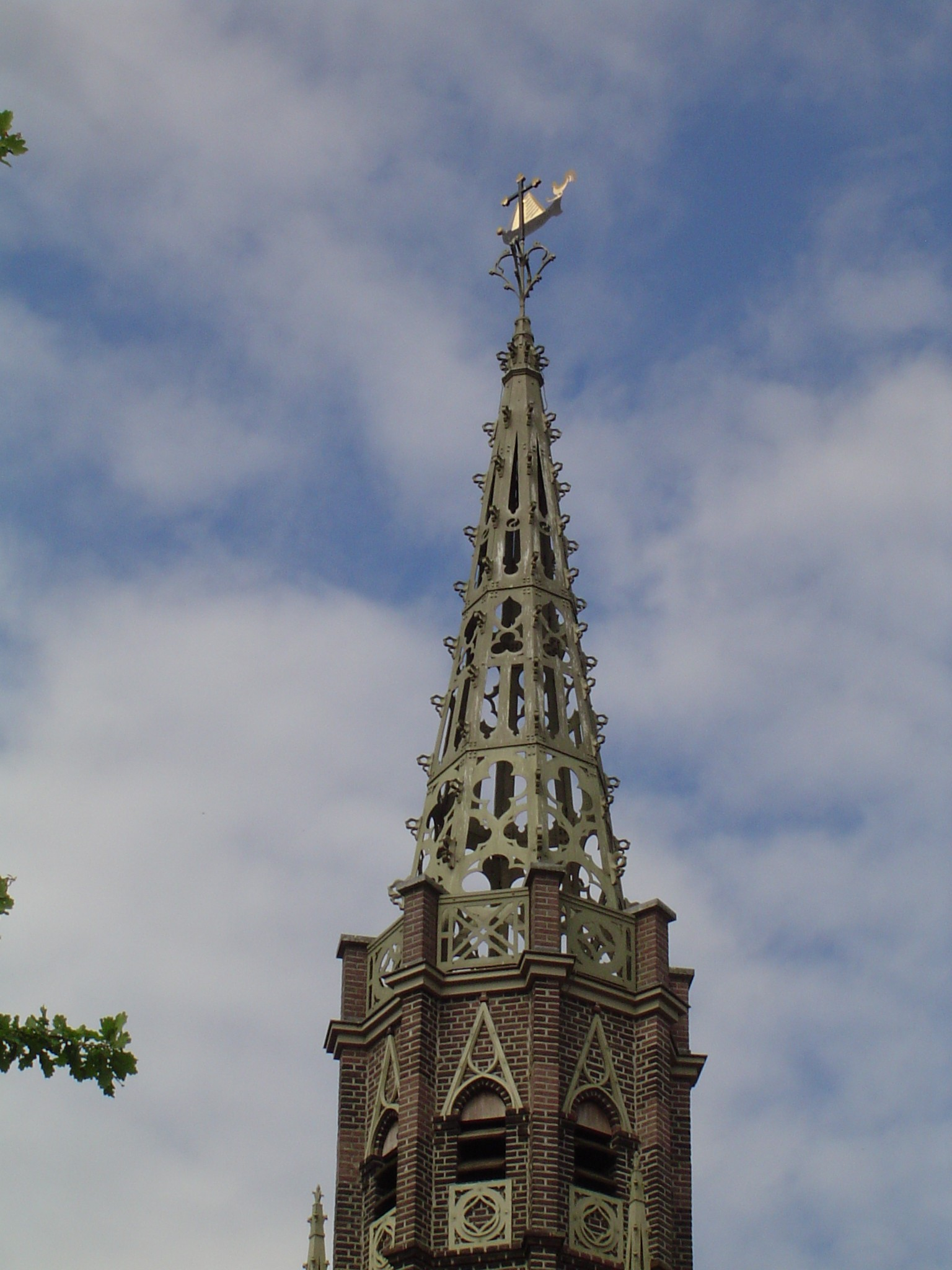
Overlangel, torenspits met scheepje

Een scheepjeskerk is de naam die in de volksmond gegeven wordt aan een kerk die, in plaats van een haan of een kruis, een scheepje als windvaan of ornament heeft.
Meestal symboliseert dit scheepje het gebruik van deze kerk als schipperskerk, hoewel het om een gewone protestantse of katholieke kerk kan gaan in een dorp waar veel schippers wonen.
Voorbeelden van scheepjeskerken zijn de Sint-Bernarduskerk te Hazerswoude-Rijndijk, die ook in de volksmond vaak "De Scheepjeskerk" wordt genoemd, en de Sint-Antoniuskerk te Overlangel.